# Gesine Schulz
Gesine Schulz (* 9. März 1952 in Niedersachsen) ist eine deutsche Bibliothekarin sowie Kinderbuch- und Kriminalromanautorin.

## Leben
Gesine Schulz wuchs im Ruhrgebiet auf, reiste nach der Ausbildung zur Bibliothekarin ins Ausland und verbrachte über zehn Jahre in Irland, Manhattan, Berner Oberland, Bogotá und La Paz. Sie leitete, beriet und reorganisierte dort Bibliotheken, arbeitete in einem Hotel und nahm an archäologischen Ausgrabungen teil. Als sie nach Essen kam, debütierte sie im Jahr 2001 mit dem Kinderbuch Eine Tüte grüner Wind – Sommerferien in Irland. Das Buch erschien im Januar 2002 beim Ueberreuter Verlag in Wien, wurde 2002 ins Niederländische übersetzt und erreichte 13 Auflagen.
Anschließend erschienen im Jahr 2003 die ersten zwei Bände über die Privatdetektivin Billie Pinkernell, einer Buchreihe die sieben Bände erreichte und davon zwei 2005 und 2006 in die litauische Sprache übersetzt wurden. Im Jahr 2004 schrieb Gesine Schulz Regiokrimis und Kurzgeschichten über die arbeitslose Essener Lehrkraft, Putzfrau und Privatdetektivin Karo Rutkowsky, die in Anthologien veröffentlicht wurden. Im Jahr 2006 veröffentlichte sie als Herausgeberin mit Ina Coelen die Anthologie Radieschen von unten – Garten-Krimis vom Tatort Niederrhein.
Gesine Schulz war Mitglied bei Sisters in Crime, German Chapter und von 2007 bis 2008 Präsidentin der Vereinigung Mörderische Schwestern. Seit Jahren gehört sie der Autorengruppe deutschsprachiger Kriminalliteratur Syndikat an.

## Tag der Putzfrau
In Anlehnung an die fiktionale Figur Karo Rutkowsky wurde auf Initiative Gesine Schulzs der 8. November, erstmals im Jahr 2004, zum Internationalen Tag der Putzfrau. Sogar auf Mallorca wurde am 8. November den angestellten Raumpflegerinnen jeweils eine weiße Rose überreicht. Obwohl der Tag ursprünglich auf die private Initiative von Gesine Schulz hin gegründet wurde, findet er zu seinem 10-jährigen Jubiläum ein Echo bei einer Putzfirma.

## Schriften (Auswahl)
- Eine Tüte grüner Wind. Sommerferien in Irland. Ueberreuter, Wien 2002, ISBN 3-8000-2846-8.
  - niederländische Übersetzung von Han van der Vegt: Een zakje groene wind. Zomervakantie in Ierland. Facet, Antwerpen 2002, ISBN 90-5016-370-X.
  - schwedische Übersetzung von Dorothea Liebel: En Påse Grön Vind. Liebel Litteraturförlag, Umeå 2014, ISBN 978-91-980361-8-3.
  - englische Übersetzung von Rebecca Heier: The Greenest Wind - A Summer in Ireland. Carlsen Verlag, Hamburg 2021, ISBN 978-3-551-31883-1.

### Privatdetektivin Billie Pinkernell
- Fernando ist futsch. Ueberreuter, Wien 2003, ISBN 3-8000-5018-8.
  - litauische Übersetzung: Privati detektyvė Bilė Pinkernel. Fernandos dingo. Vaga, Vilnius 2005.
- Der geklaute Garten. Ueberreuter, Wien 2003, ISBN 3-8000-5019-6.
  - litauische Übersetzung: Privati detektyvė Bilė Pinkernel. Pavogtas sodas. Vaga, Vilnius 2006.
- Die hohle Hochzeitstorte. Ueberreuter, Wien  2004, ISBN 3-8000-5052-8.
- Die gefährliche Gummi-Ente. Ueberreuter, Wien 2004, ISBN 3-8000-5094-3.
- Die raffinierte Ringelsocken-Bande. Ueberreuter, Wien 2005, ISBN 3-8000-5123-0.
- Der schottische Schoko-Spion. Ueberreuter, Wien 2005, ISBN 3-8000-5150-8.
- Der falsche Pferdeflüsterer. Ueberreuter, Wien 2006, ISBN 3-8000-5200-8.

### Privatdetektivin & Putzfrau Karo Rutkowsky
- Der Beuys von Borbeck. Die sauberen Fälle der Privatdetektivin & Putzfrau Karo Rutkowsky. Leporello-Verlag, Krefeld 2004, ISBN 3-936783-07-1.
  - Der Beuys von Borbeck. 13 saubere Fälle der Privatdetektivin & Putzfrau Karo Rutkowsky. Leporello-Verlag, Krefeld 2008, ISBN 978-3-936783-25-4.
- Grab mit Aussicht. 11 saubere Fälle der Privatdetektivin & Putzfrau Karo Rutkowsky. Leporello-Verlag, Laer 2011, ISBN 978-3-936783-42-1.

### Kurzgeschichten in Anthologien
- Der allerbeste Baum. In: Weihnachten ganz wunderbar. Ein literarischer Adventskalender. Ueberreuter, Wien 2001, ISBN 3-8000-2803-4.
- Ein gutes Klima für Kakteen. In: Mischa Bach, Ina Coelen (Hrsg.), Ingrid Schmitz (Hrsg.): Die vielen Tode des Herrn S. – Kriminalgeschichten. Emons Verlag, Köln 2002, ISBN 3-89705-242-3.
- Das Panama-Huhn. In: Hans Sarkowicz (Hrsg.): Die Stunde des Vaters und andere Kriminalgeschichten. Verlag Ulmers Manuskripte, Albeck 2002, ISBN 3-934869-01-7.
- Lale lebt. In: Peter Gerdes (Hrsg.): Inselkrimis. Leda, Leer 2006, ISBN 3-934927-59-9.
- Das Geheimnis der Guelder-Rose. und Quitte, unvollendet. In: Gesine Schulz (Hrsg.), Ina Coelen (Hrsg.): Radieschen von unten. Garten-Krimis vom Tatort Niederrhein. Leporello-Verlag, Krefeld 2006, ISBN 3-936783-16-0.
- Hallo Essen! In: H. P. Karr (Hrsg.): Hängen im Schacht. Das Mordsbrevier für’s Mordsrevier. KBV-Verlag, Hillesheim (Eifel) 2009, ISBN 978-3-940077-67-7.
- So dunkel wie die Sünde fast. In: Ina Coelen (Hrsg.): Abmurksen und Tee trinken. Leporello-Verlag, Krefeld 2011, ISBN 978-3-936783-45-2.
- Bantry House Blues. In: Ingrid Schmitz (Hrsg.): Porrige, Pies and Pistols. Eine kulinarische Krimi-Anthologie. Conte Verlag, St. Ingbert 2013, ISBN 978-3-941657-87-8.
- Spanien sehen – und sterben? In: Ingrid Schmitz (Hrsg.): Tortillas, Tapas und Toxine. Eine kulinarische Krimi-Anthologie. Conte-Verlag, St. Ingbert 2014, ISBN 978-3-95602-013-1.

### Aktuelles
- Das neue E-Book Darcy – Der Glückskater ist mittlerweile erschienen.[7]